# 巴耳末系
巴耳末系（Balmer series）或巴耳末線是原子物理學中氫原子六個發射譜線系列之一的名稱。
巴耳末系的計算可以使用約翰·巴耳末在1885年發現的巴耳末公式－ 一個經驗式。
來自氫原子所發射的光譜線在可見光有4個波長：410纳米、434纳米、486纳米和656纳米。它們是吸收光子能量的電子進入受激態後，返回主量子數n等於2的量子狀態時釋放出的譜線。

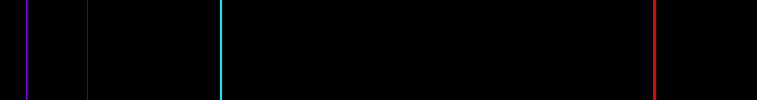
巴耳末系中落在可見光區域內的4條譜線。

## 回顧

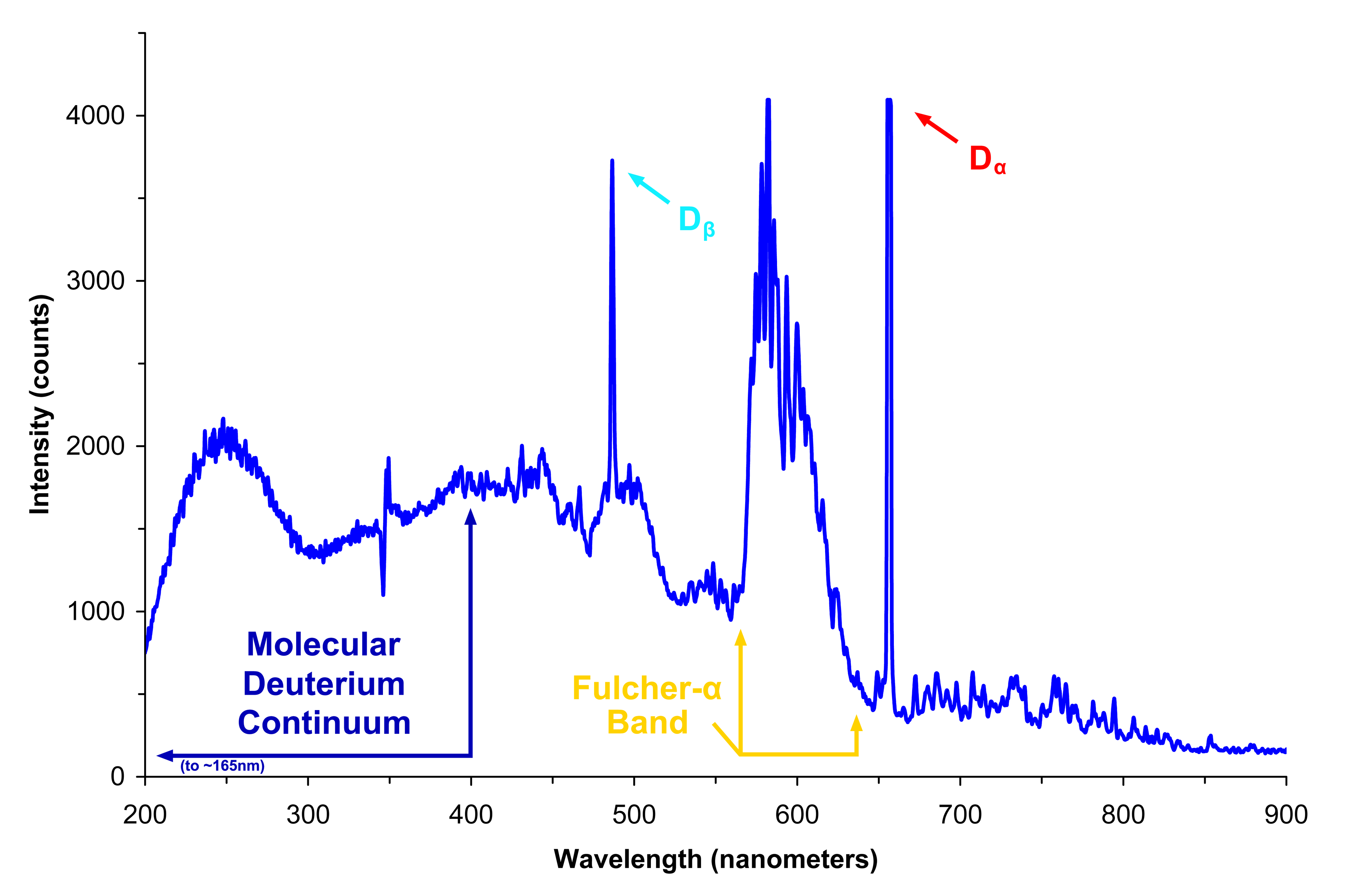
在氘燈的發射譜線中可以清楚的看見兩條巴耳末系的譜線（H-α和H-β）。

巴耳末系的譜線是電子從主量子數或徑向量子數n>3的能階返回n等於2時釋放出的。傳送的名稱是利用希臘字母依序來命名：從n=3至n=2稱為H-α，n=4至n=2稱為H-β，n=5至n=2稱為H-γ，n=6至n=2稱為H-δ。當個系列的電磁波頻譜在可見光部分第一次被看見時，就被稱為H-α、H-β、H-γ和H-δ，其中的H就代表氫原子。
| 傳送的{\displaystyle n} | 3→2   | 4→2     | 5→2   | 6→2   | 7→2   | 8→2   | 9→2      | {\displaystyle \infty }→2 |
| 名稱                    | H-α   | H-β     | H-γ   | H-δ   | H-ε   | H-ζ   | H-η      |                           |
| 波長 (nm)               | 656.3 | 486.1   | 434.1 | 410.2 | 397.0 | 388.9 | 383.5    | 364.6                     |
| 顏色                    | 紅色  | 藍-綠色 | 紫色  | 紫    | 紫    | 紫t   | (紫外線) | (紫外線)                  |

雖然在1885年之前物理學家就知道原子會輻射，但她們缺乏工具來準確的預測譜線應該出現的位置（波長）。巴耳末公式能很精確的預測氫在可見光的4條吸收或發射的譜線，啟發了芮得柏公式成為普遍化的形式，並帶領物理學家發現在可見光之外的來曼系、帕申系、布拉克系：那些被預測的氫吸收和發射譜線。
最熟悉的紅色H-α氫氣譜線，是n = 3的殼層和n = 2的殼層之間轉移的巴耳末系譜線，是在宇宙中最耀眼的顏色。在耀眼的發射或電離的星雲，像是獵戶座大星雲，都會發現它對光譜的貢獻，有時在恆星形成的HII區也能發現。在真實顏色的照片中，這些星雲因為氫發射的巴耳末系組合，明顯的發散出桃紅色的顏色。
稍後，發現在非常高解析度的觀察下，這些氫的譜線都是非常靠近的雙線，這種分裂的譜線稱為精細結構。同時也發現，被激發的電子在巴耳末系從n=2躍遷至n>6的軌道時，即使是紫外線的譜線也是如此。

## 巴耳末的公式
巴耳末注意到有一個唯一的數字可以聯繫在可見光區域的氫光譜線，這個數字是364.56奈米。對任何一個大於2的整數，取其平方值質除以該值減去4之後的數值，然後乘上364.56，就可以得到另外一條氫的可見光譜線。由這個公式他不僅能修正當時不是很正確的一些譜線數值，還能預測一些當時尚未被觀察到，而之後才被發現的譜線。它的數字也證明系列是有極限的。
巴耳末的公式可以用來發現吸收或發射譜線，最初被提出來的形式如下（僅有的不同是將巴耳末常數的標示改為B）：
{\displaystyle \lambda \ =B\left({\frac {m^{2}}{m^{2}-n^{2}}}\right)=B\left({\frac {m^{2}}{m^{2}-2^{2}}}\right)}
此處
{\displaystyle \lambda }是波長。
B是巴耳末常數，其值為3.6456×10-7 m or 364.56 nm。
n的值等於2。
m是整數，其值m必須> n。
在1888年，物理學家芮得柏將巴耳末公式一般化，使它能適合所有的氫光譜線的轉換。常用的巴耳末公式成為芮得柏公式的一個特例（n=2），並且使用倒數的關係，重新將上面的公式簡化（conventionally using a notation of n for m as the single integral constant needed）：
{\displaystyle {\frac {1}{\lambda }}={\frac {4}{B}}\left({\frac {1}{2^{2}}}-{\frac {1}{n^{2}}}\right)=R_{\mathrm {H} }\left({\frac {1}{2^{2}}}-{\frac {1}{n^{2}}}\right),n=3,4,5,...}
此處λ是吸收或發射譜線的波長，RH是氫的芮得柏常數，其數值為巴耳末常數四分之一的倒數，而對一個無限大的原子核就是4/(3.6456*10-7m) = 10,973,731.57 m−1.。

## 在天文學中的角色
巴耳末系在天文學中特別有用，因為巴耳末線出現在許多天體的現象中。而且氫在宇宙中的豐盈度，使它在被看見時，總是比共同存在的其他元素譜線更為顯而易見。  
在恆星的光譜類型，主要是由表面的溫度決定，是建立在光譜線的相對強度上，而巴耳末系在這方面是非常重要的。其它可以取決於進一步光譜分系的特徵還包括表面重力（與物體的大小有關）和成分（結構）。
因為在各種不同的天體中巴耳末系都是可以觀察到的譜線，它們常被利用都卜勒位移來測量視線速度。這在天文學所有的領域上都很有用，像是測量聯星、系外行星、中子星和黑洞等緻密天體（測量圍繞著的吸積盤中氫的運動）、確認有著相似運動天體的起源和是否是同一群天體（移動星群、星團、星系團、和來自碰撞的碎片）、測量星系或類星體的距離（精確的紅移）、或是經由光譜分析辨識出不熟悉的天體。
依據被觀測對象的本質，巴耳末線可以出現在吸收譜線或發射譜線中。在恆星，巴耳末系通常是吸收線，而且在表面溫度10,000K（光譜類型A）的恆星最為強烈（明顯）。在許多的不規則星系、螺旋星系、AGN、HII區、和行星狀星雲，巴耳末線是發射線。
在恆星光譜中，H-ε線（7躍遷至2）經常會與其他的吸收譜線混合，天文學家都知道電離的鈣的"H"（夫朗荷斐譜線中的標示），CaH的波長是396.847奈米，與H-ε線非常接近，在低解析的光譜中式無法分辨兩者的。同樣的，H-ζ線（8躍遷至2）在高溫恆星中也會與中性氦的混合。

## 註解
1. ↑  C.R. Nave (2006). HyperPhysics: Hydrogen Spectrum （页面存档备份，存于）. Georgia State University. Accessed March 1st, 2008.
2. ↑  Eisberg and Resnick. . John Wiley and Sons. 1985: 97.
3. ↑   (PDF). Committee on Data for Science and Technology (CODATA). NIST.   [2008-09-07]. （原始内容存档 (PDF)于2018-06-12）.

## 外部連結
- Balmer series (animation) （页面存档备份，存于）